# اوبری منینگ
اوبرِی ویلیام جُرج مَنینگ (به انگلیسی: Aubrey William George Manning) (زاده ۲۴ آوریل ۱۹۳۰ در چیزویک، حومه غربی لندن، انگلستان) جانورشناس و مجری انگلیسی و پروفسور بازنشسته دانشگاه ادینبورو است.
منینگ مدرک دکترای خود را از دانشگاه آکسفورد دریافت کرد و از ۱۹۷۳ تا ۱۹۹۷ پروفسور تاریخ طبیعی دانشگاه ادینبورو بود.